# اگراهالاهالی
اگراهالاهالی (به انگلیسی: Agraharahalli) یک منطقهٔ مسکونی در هند است که در کارناتاکا واقع شده‌است.